# Msirda Fouaga
Msirda Fouaga ou M'Sirda Fouaga (em árabe: مسيردة الفواقة), é uma cidade e comuna localizada na província de Tremecém, no noroeste da Argélia. Em 2008, sua população era de 5 693 habitantes.